# Shoolery-Regel
Nach der Shoolery-Regel, benannt nach James Nelson Shoolery, kann in der NMR-Spektroskopie die chemische Verschiebung δ von Methylengruppen in guter Näherung mit einem sog. Inkrementsystem nach der Art der  beiden  Substituenten A und B (A–CH2–B) abgeschätzt werden.
{\displaystyle \delta =0{,}23\,\mathrm {ppm} +S_{\mathrm {A} }+S_{\mathrm {B} }}
Die Inkremente S sind rein empirische Parameter, und für viele verschiedene Substituenten tabelliert worden (Auswahl):
| Substituent | S / ppm |
| ----------- | ------- |
| –CH3        | 0,47    |
| –COOR       | 1,55    |
| –COR        | 1,70    |
| –C6H5       | 1,83    |
| –SR         | 1,64    |
| –I          | 1,82    |
| –Br         | 2,33    |
| –OR         | 2,36    |
| –Cl         | 2,53    |
| –OH         | 2,56    |
| –OCOR       | 3,13    |

Das System kann auch auf Methinprotonen (CH-Gruppe mit drei Substituenten) übertragen werden, die Inkremente in diesem modifizierten Inkrement-System sind dann für Methylen- und Methinprotonen dieselben. Auch für Protonen an C=C-Doppelbindungen und Benzolringen sind solche Systeme aufgestellt worden, allerdings hängen die Inkrementwerte dort von der relativen Stellung der Substituenten (cis, trans, gem, bzw. ortho, meta, para) ab.